# Гисен
Гисен (њем. Gießen) општина је у њемачкој савезној држави Хесен. Једно је од 18 општинских средишта округа Гисен. Према процјени из 2010. у општини је живјело 75.140 становника. Посједује регионалну шифру (AGS) 6531005.

## Географски и демографски подаци
Гисен се налази у савезној држави Хесен у округу Гисен. Општина се налази на надморској висини од 155–304 метра. Површина општине износи 72,6 km². У самом мјесту је, према процјени из 2010. године, живјело 75.140 становника. Просјечна густина становништва износи 1.036 становника/km².

## Међународна сарадња
| Мјесто           | Држава               | Врста сарадње | Од    |
| ---------------- | -------------------- | ------------- | ----- |
| Винчестер        | Уједињено Краљевство | партнерство   | 1962. |
|                  | Француска            | партнерство   | 1958. |
| Храдец Кралове   | Чешка                | партнерство   | 1990. |
| Болсовер         | Уједињено Краљевство | партнерство   | 1974. |
| Ферара           | Италија              | партнерство   | 1998. |
| Вотерлу          | САД                  | партнерство   | 1981. |
| Керкраде         | Холандија            | партнерство   | 1975. |
| Сан Хуан дел Сур | Никарагва            | партнерство   | 1986. |
| Нетанја          | Израел               | партнерство   | 1978. |
| Геделе           | Мађарска             | партнерство   | 1988. |
| Извор            |                      |               |       |